# Clivio Piccione
Clivio Piccione (Montecarlo, Mónaco, 24 de febrero de 1984) es un piloto de carreras automovilísticas.

## Biografía
Se inicia disputando el campeonato francés de karting donde logra dos victorias e igual número de pole position, un año después pasa al karting italiano consiguiendo 3 victorias y 6 poles. En 1999 se hace con el título de campeón del Italian International Open.
En 2001 pasa a la Fórmula Ford británica en el equipo Haywood Racing, para 2002 cambia al Campeonato de Gran Bretaña de Fórmula 3 con el equipo T-Sport. En 2003 y 2004 vuelve a participar en la F3 británica con los equipos Manor Motorsport y Carlin Motorsport.
Para 2005 debuta en la entonces nueva categoría GP2 Series con el equipo Durango donde consigue una victoria terminando en el puesto 15 al finalizar el campeonato. Para la Temporada 2006 de GP2 Series pasa al equipo David Price Racing (DPR), donde pese a no conseguir victoria queda en el puesto 12 una vez concluida la temporada.
Desde 2007 participa en la World Series by Renault en la escudería italiana RC Motorsport junto a Marco Bonanomi.

## Resultados

### GP2 Series
(Clave) (negrita indica pole position) (cursiva indica vuelta rápida puntuable)

| Año  | Escudería   | 1   | 1   | 2   | 2   | 3   | 3   | 4   | 4   | 5   | 5   | 6   | 6   | 7   | 7   | 8   | 8   | 9   | 9   | 10  | 10  | 11  | 11  | 12  | 12  | Pos. | Puntos | Ref.  |
| ---- | ----------- | --- | --- | --- | --- | --- | --- | --- | --- | --- | --- | --- | --- | --- | --- | --- | --- | --- | --- | --- | --- | --- | --- | --- | --- | ---- | ------ | ----- |
| 2005 | Durango     | IMO | IMO | BAR | BAR | MON | MON | NÜR | NÜR | MAG | MAG | SIL | SIL | HOC | HOC | BUD | BUD | EST | EST | MNZ | MNZ | SPA | SPA | SAK | SAK | 15.º | 14     | [ 1 ] |
| 2005 | Durango     | 15  | Ret | Ret | 8   | Ret | Ret | 7   | 1   | 8   | DSQ | 6   | Ret | Ret | 17  | Ret | 16  | Ret | 11  | 11  | 14  | 12  | 19  | 13  | 7   | 15.º | 14     | [ 1 ] |
| 2006 | DPR Direxiv | VAL | VAL | IMO | IMO | NÜR | NÜR | BAR | BAR | MON | MON | SIL | SIL | MAG | MAG | HOC | HOC | BUD | BUD | EST | EST | MNZ | MNZ |     |     | 12.º | 18     | [ 2 ] |
| 2006 | DPR Direxiv | Ret | Ret | Ret | 16  | 11  | 8   | 16† | Ret | 4   | 4   | 7   | 3   | 13  | Ret | 8   | Ret | Ret | Ret | Ret | Ret | 7   | 3   |     |     | 12.º | 18     | [ 2 ] |